# سفينة سياحية سيليستيال كريستال

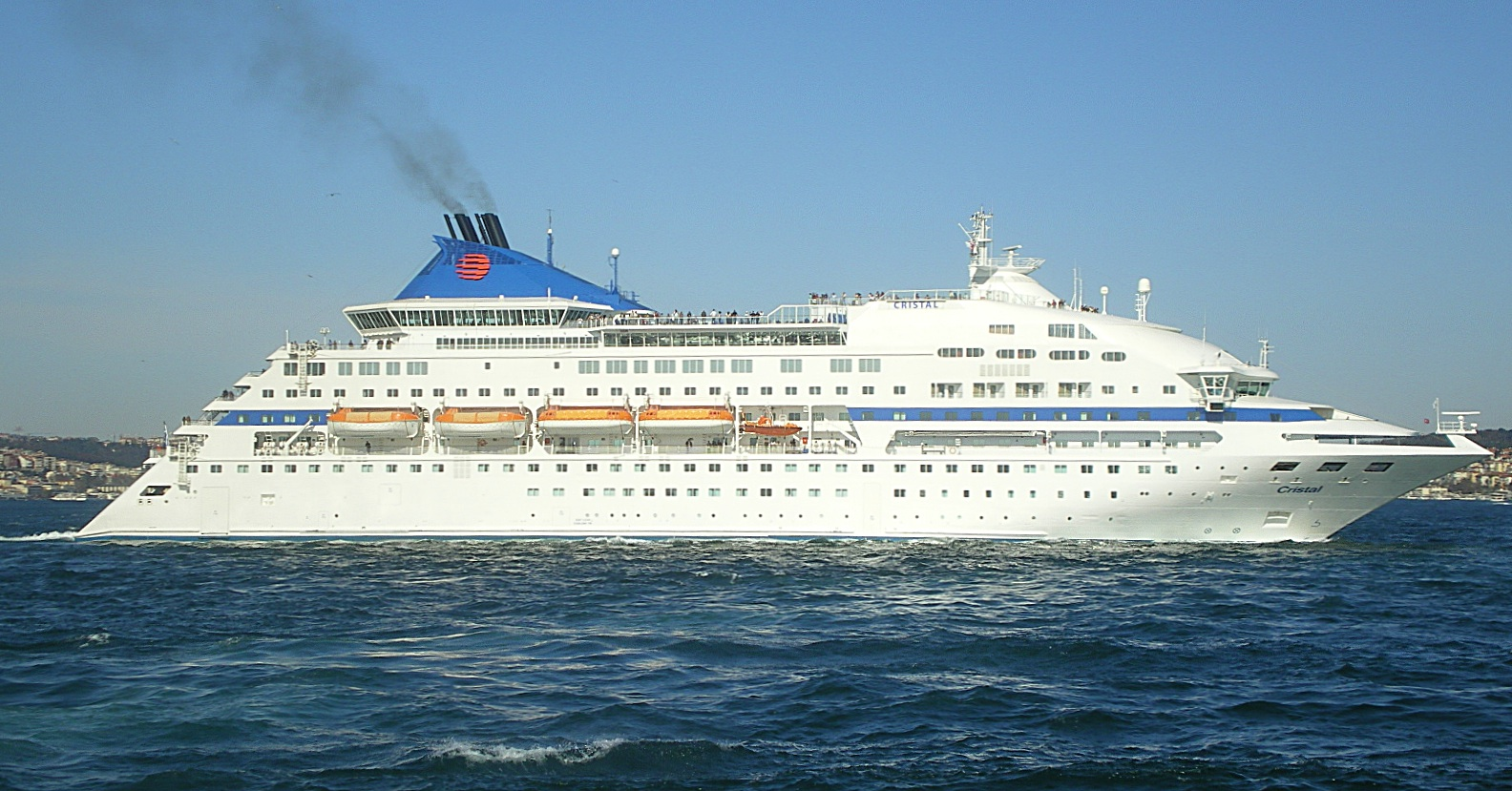
السفينة "كريستال " في إسطنبول عام 2010.

سيليستيال كريستال (بالإنجليزية: Celestyal Crystal) هي سفينة سياحية تجوب بحر الشمال. بنيت السفينة في عام 1991/1992 على جسد سفينة قديمة كانت تسمى «سالي الباطروس» بنيت في عام 1980.

## تاريخها

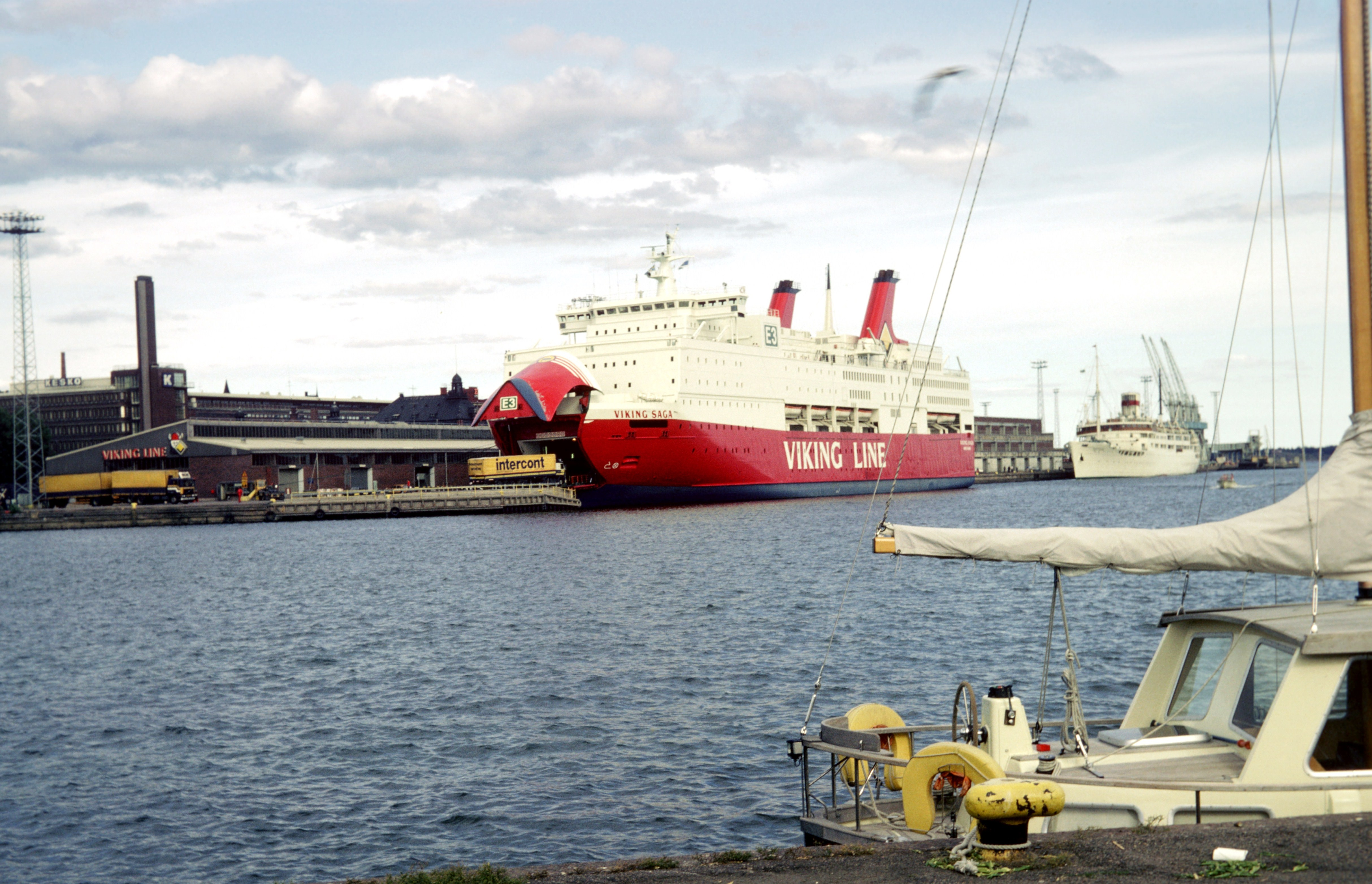
السفينة الأصلية Viking Saga.

بنيت السفينة في عام 1980 في «ورتسيلا» بفنلدا وسميت «فيكينغ ساجا» لتبحر لشركة «فايكينغ لاين» للرحلات بين هلسنكي وستوكهولم في بحر البلطيق. وفي عام 1986 تغير اسم السفينة إلى «سالي البطروس» وأصبحت سفينة سياحية للإبحار بالسياح بين موانيء بحر البلطيق.
تختلف السفينة السياحية عن غيرها من سفن نقل الركاب في أنها تعمل في نفس الوقت كفندق وتكون مزودة بصالات واستعدادات استجمام عديدة مثل حمامات سباحة، وسونا، وألعاب رياضية، كما تعرض فيها برامج ترفيهية غنائية وراقصة لتسلية السياح، وكذلك تتمتع بمطبخ راقي جدا لإسعاد السياح يعمل فيه طباخون من أعلى المستويات.
تغيرت ملكية السفينة سالي البطروس عدة مرات واشترك في تغيير تصميماتها ومصنع سفن «شيخاو سيبيك» في بريمرهافن، ألمانيا. وحدث عليها حريق في عام 1988 وقضى تقريبا عليها. سحب الجزء الأساسي للسفينة إلى فنلدندا حيث قطعت الأجزاء الفاسدة منها واعيد بناء الجزء العلوي من السفينة. وانتهي بناء السفينة الجديدة في مارس 1992 واستخدمت في السياحة في بحر البلطيق إلى ميناء تالين. 
. ثم عملت السفينة لشركة |ستار كروزيس" من 2000 إلى 2002 في ماليزيا تحت اسم "سوبرستار تاوروس". واعيد تشغيلها تحت اسم "سيليا أوبرا" في بحر البلطيق كسفينة سياحية. ثم اقتنتها شركة السياحة اليونانية "لويس كروزيس" واسمتها "كريستال" لتعمل كسفينة سياحية في البحر الأبيض المتوسط في عام 2007 . ثم غيرت الشركة اسم السفينة في نوفمبر 2014 فأصبحت "سيليستيال كريستال".

## مواصفاتها
- الطول: 158,88 متر
- العرض: 25,20 متر
- الغاطس = 5,91 متر
- الحمولة 25.611 BRZ / 12.637 NRZ
- المحركات  = 4 × ديزل (12PC2-5V)
- قدرة المحرك = kW/19120
- السرعة = 21 عقدة (39 كيلومتر/الساعة)
- مراوح: 2 × مراوح متغيرة
- عدد الكبائن: 480
- عدد الركاب: 1200

## اقرأ أيضا
- سفينة بريزيوسا
- عايدة (سفن سياحية)
- سفينة بحوث (زونه)
- سفينة سياحية